# Loket (okres Benešov)
Obec Loket se nachází v okrese Benešov, kraj Středočeský. Žije zde 613 obyvatel.
Ve vzdálenosti 17 km západně leží město Vlašim, 19 km východně město Světlá nad Sázavou, 22 km jižně město Humpolec a 28 km jižně město Pelhřimov.

## Části obce
Obec se skládá ze dvou nesousedících územních celků. 
- Loket
- Alberovice
- Bezděkov
- Brzotice
- Kačerov
- Němčice
- Radíkovice
- Všebořice

Od 1. ledna 1980 do 30. června 1990 k obci patřily i Bernartice a Borovsko.

## Historie
První písemná zmínka o obci pochází z roku 1352.
Od 1. ledna 1980 spadají Alberovice jako část obce pod Loket.

### Územněsprávní začlenění
Dějiny územněsprávního začleňování zahrnují období od roku 1850 do současnosti. V chronologickém přehledu je uvedena územně administrativní příslušnost obce v roce, kdy ke změně došlo:
- 1850 země česká, kraj Pardubice, politický okres Ledeč, soudní okres Dolní Kralovice[6]
- 1855 země česká, kraj Čáslav, soudní okres Dolní Kralovice
- 1868 země česká, politický okres Ledeč, soudní okres Dolní Kralovice
- 1939 země česká, Oberlandrat Německý Brod, politický okres Ledeč nad Sázavou, soudní okres Dolní Kralovice[7]
- 1942 země česká, Oberlandrat Tábor, politický okres Ledeč nad Sázavou, soudní okres Dolní Kralovice[8]
- 1945 země česká, správní okres Ledeč nad Sázavou, soudní okres Dolní Kralovice[9]
- 1949 Jihlavský kraj, okres Ledeč nad Sázavou[10]
- 1960 Středočeský kraj, okres Benešov
- 2003 Středočeský kraj, okres Benešov, obec s rozšířenou působností Vlašim

### Rok 1932
Ve vsi Brzotice (200 obyvatel, samostatná ves se později stala součástí Lokte) byly v roce 1932 evidovány tyto živnosti a obchody: 9 obchodníků s drůbeží, hostinec, kovář, obchod se smíšeným zbožím, Spořitelní a záložní spolek pro Brzotice, trafika.
V obci Němčice (přísl. Alberovice, Kačerov, 421 obyvatel, samostatná obec se později stala součástí Lokte) byly v roce 1932 evidovány tyto živnosti a obchody: obchod s dobytkem, 5 hostinců, kovář, obchod s máslem a vejci, 2 krejčí, mlýn, rolník, 2 obchody se smíšeným zbožím, Spořitelní a záložní spolek pro Alberovice.
Vs vsi Všebořice (přísl. Radíkovice, 310 obyvatel, samostatná ves se později stala součástí Lokte) byly v roce 1932 evidovány tyto živnosti a obchody: 2 hostince, družstevní lihovar, trafika, 2 obchody se smíšeným zbožím, Spořitelní a záložní spolek pro Všebořice.

## Zajímavosti v okolí

### Vodní nádrž Švihov
Vodní nádrž Švihov (Želivka) je největší vodárenskou nádrží na území České republiky. Pitnou vodou z nádrže je zásobována nejenom Praha, ale i další okresy jako Benešov, Beroun apod. Toto vodní dílo je rozsáhlým souborem staveb. Sypaná zemní hráz byla postavena v období 1965 až 1972, a to 4 km nad soutokem řek Želivky a Sázavy. Hráz sahá do výšky 58 m. Přehradní jezero má délku vzdutí 38 km, zatopena byla plocha 1432 ha.

### Zámek Růžkovy Lhotice
Zámek byl původně postaven jako tvrz v 14. století, načež byl nahrazen v 18. století barokním zámečkem. Zámek je pojmenován podle majitelích Janu a Jiřím Růžkových. V 1. polovině 19. století byl vlastníkem zámku otec Bedřicha Smetany. Ten sem v mládí často jezdil.

### Koupaliště Kožlí
Koupaliště leží nedaleko malé obce Kožlí, ve směru na Kamennou Lhotu. Okolí je vhodné pro pěší výlety a cykloturistiku. Jde o vybetonovanou vodní nádrž.

## Doprava

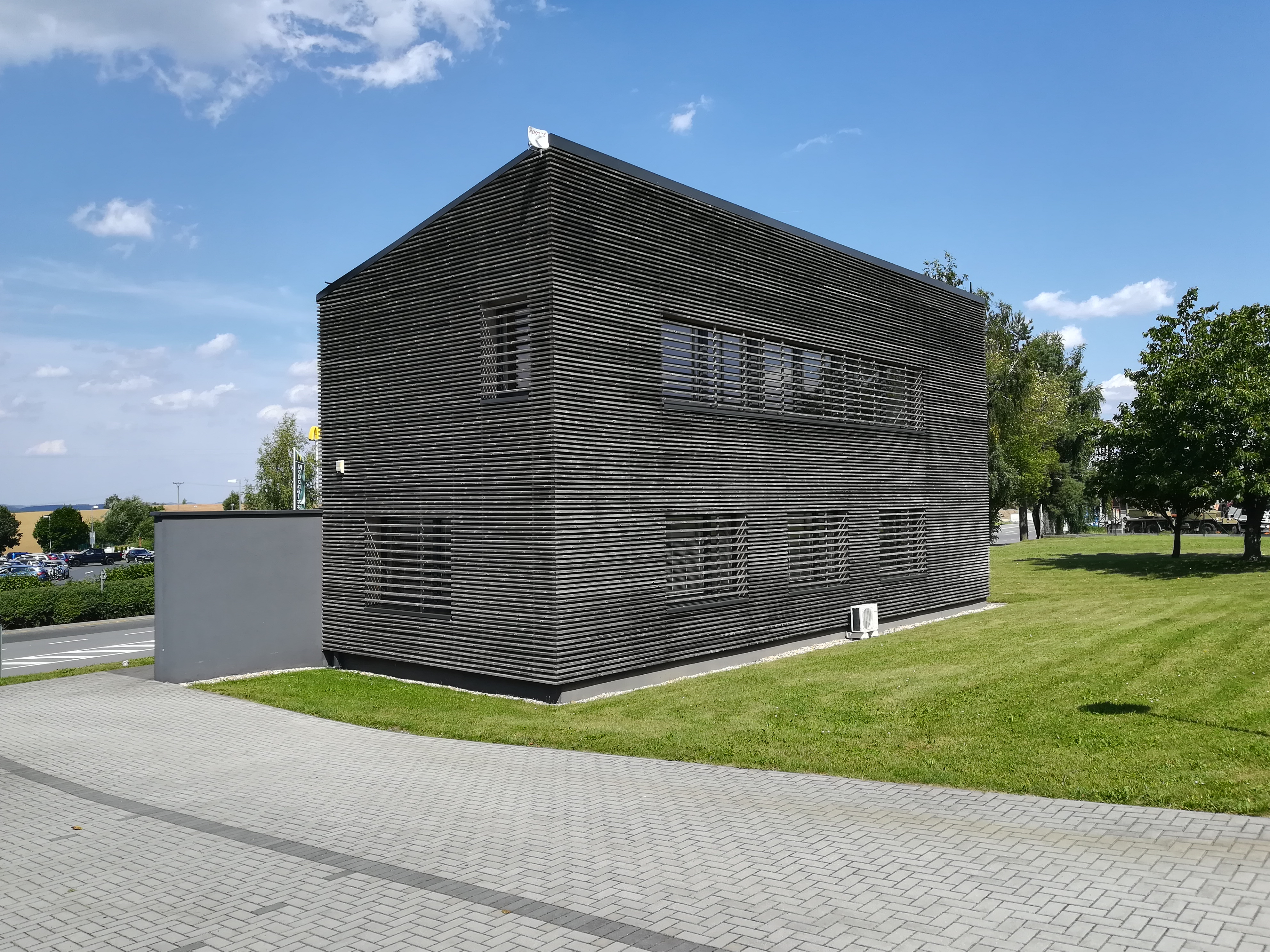
obecní úřad

Územím obce procházejí dálnice D1 s exitem 66 (Loket), silnice II/150 Čechtice – Loket – Ledeč nad Sázavou a silnice II/336 ze Zruče nad Sázavou. Silnice III. třídy:
- III/01822 Loket – Kačerov
- III/03311 ze silnice II/336 do Všebořic a zpět
- III/03312 ze silnice II/336 do Radíkovic
- III/11217 Keblov – Němčice – Bernartice
- III/11232 Střítež – Brzotice
- III/13020 Tomice – Brzotice – Bernartice
- III/33920 Všebořice – směr Kounice

Železniční trať ani stanice na území obce nejsou.
V obci zastavovaly v roce 2012 autobusové linky jedoucí např. do těchto cílů: Benešov, Čechtice, Dačice, Dolní Kralovice, Havlíčkův Brod, Humpolec, Jemnice, Jihlava, Jindřichův Hradec, Kamenice nad Lipou, Ledeč nad Sázavou, Pelhřimov, Praha, Světlá nad Sázavou, Telč, Trhový Štěpánov, Třebíč, Vlašim, Znojmo.